# Minotaurella isabellae
Minotaurella isabellae is een springstaartensoort uit de familie van de Neanuridae. De wetenschappelijke naam van de soort is voor het eerst geldig gepubliceerd in 1999 door Weiner.